# Tigru malaezian
Tigrul malaezian (Panthera tigris jacksoni) este o subspecie de tigru care trăiește în partea sudică și centrală a Malaeziei, fiind clasificat ca o specie pe cale de dispariție de catre IUCN în 2008. Populația tigrilor a fost estimată între 500 și 1500 de indivizi în 2003.
Când în 1968 Panthera tigris corbetti (tigrul indochinez) a fost declarată ca subspecie nouă, tigrii de Malaezia au fost și ei incluși în această subspecie. În 2004, Panthera tigris jacksoni a fost recunoscută ca fiind o subspecie nouă atunci când analiza genetică a relevat că acestea sunt distincte genetic de Panthera tigris corbetti.
Totusi, nu exista nicio diferență fizică clară între tigrul indochinez și tigrul malaezian. Masculii nu depășesc lungimea de 250 cm, iar femelele de 230 cm, fiind mai mici decat cei bengali. De asemenea, greutatea nu depășește 130 kg.
Tigrii malaezieni preferă să vâneze caprioare (Rusa unicolor, Muntiacus), mistreți și tapiri. Tigrul malaezian este animalul național al Malaeziei.